# Sportverein Stuttgarter Kickers 1975-1976
Questa voce raccoglie le informazioni riguardanti lo Sportverein Stuttgarter Kickers nelle competizioni ufficiali della stagione 1975-1976.

## Stagione
Nella stagione 1975-1976 il Stuttgarter Kickers, allenato da Rudolf Kröner, concluse il campionato di 2. Bundesliga al 16º posto. In Coppa di Germania il Stuttgarter Kickers fu eliminato al terzo turno dal Hertha Berlino.

## Rosa
| N. |                     | Ruolo | Calciatore         |
| -- | ------------------- | ----- | ------------------ |
|    | Germania (bandiera) | P     | Rolf Gerstenlauer  |
|    | Germania (bandiera) | P     | Jürgen Kanzleiter  |
|    | Germania (bandiera) | D     | Dieter Dollmann    |
|    | Germania (bandiera) | D     | Winfried Neuhäuser |
|    | Germania (bandiera) | D     | Dieter Renner      |
|    | Germania (bandiera) | D     | Horst Schairer     |
|    | Germania (bandiera) | D     | Alois Schindler    |
|    | Germania (bandiera) | D     | Peter Stichler     |
|    | Germania (bandiera) | D     | Hans-Jürgen Voise  |
|    | Germania (bandiera) | C     | Wolfgang Holoch    |

| N. |                     | Ruolo | Calciatore         |
| -- | ------------------- | ----- | ------------------ |
|    | Germania (bandiera) | C     | Eckehard Müller    |
|    | Germania (bandiera) | C     | Rainer Potschak    |
|    | Germania (bandiera) | C     | Robert Redl        |
|    | Germania (bandiera) | C     | Werner Roth        |
|    | Germania (bandiera) | C     | Karl-Heinz Schroff |
|    | Germania (bandiera) | C     | Franz-Josef Toth   |
|    | Germania (bandiera) | A     | Horst Haug         |
|    | Germania (bandiera) | A     | Bernd Hoffmann     |
|    | Germania (bandiera) | A     | Walter Kelsch      |
|    | Germania (bandiera) | A     | Dieter Rebsch      |

## Organigramma societario
Area tecnica
- Allenatore: Rudolf Kröner
- Allenatore in seconda:
- Preparatore dei portieri:
- Preparatori atletici:

## Calciomercato

### Sessione estiva
| Acquisti | Acquisti        | Acquisti             | Acquisti |
| R.       | Nome            | da                   | Modalità |
| -------- | --------------- | -------------------- | -------- |
| D        | Wayne Cegielski | Northampton Town     |          |
| C        | Eckehard Müller | Stoccarda            |          |
| A        | Dieter Rebsch   | Kickers Stoccarda II |          |

| Cessioni | Cessioni | Cessioni | Cessioni |
| R.       | Nome     | a        | Modalità |
| -------- | -------- | -------- | -------- |

### Sessione invernale
| Acquisti | Acquisti       | Acquisti  | Acquisti |
| R.       | Nome           | da        | Modalità |
| -------- | -------------- | --------- | -------- |
| A        | Bernd Hoffmann | Karlsruhe |          |

| Cessioni | Cessioni | Cessioni | Cessioni |
| R.       | Nome     | a        | Modalità |
| -------- | -------- | -------- | -------- |

## Risultati

### 2. Bundesliga

#### Girone di andata
| Arbitro: | Boos |

|            |           |                    |
| Achatz 49’ | Marcatori | 4’ Haug 37’ Renner |

| Arbitro: | Riegg |

|             |           |                          |
| Schroff 53’ | Marcatori | 28’, 55’ (rig.) Granitza |

| Arbitro: | Röder |

|                               |           |                     |
| Pankotsch 39’ Ehrmantraut 77’ | Marcatori | 9’ Schroff 62’ Roth |

| Arbitro: | Binninger |

|                                |           |             |
| Haug 16’ (rig.), 49’, 52’, 89’ | Marcatori | 12’ Steiner |

| Arbitro: | Ferro |

|                                               |           |  |
| Müller 11’ (aut.) Künkel 33’, 70’ Pampuch 58’ | Marcatori |  |

| Arbitro: | Walesch |

|                                             |           |                   |
| Schroff 3’ Holoch 43’ Müller 62’ Renner 74’ | Marcatori | 36’, 89’ Emmerich |

| Arbitro: | Stumpf |

|                        |           |           |
| Strunk 19’ Eippert 84’ | Marcatori | 6’ Holoch |

| Arbitro: | Langhans |

|                            |           |                                        |
| Schroff 2’, 56’ Holoch 38’ | Marcatori | 60’ Volp 64’ (rig.) Wilhelm 75’ Andree |

| Arbitro: | Wohlfarth |

|                                                      |           |  |
| Nüssing 8’, 11’ Walitza 41’ Krstić 51’ Meininger 84’ | Marcatori |  |

| Arbitro: | Quindeau |

|                        |           |  |
| Holoch 45’ Schroff 86’ | Marcatori |  |

| Arbitro: | Niebergall |

|          |           |  |
| Denz 80’ | Marcatori |  |

| Arbitro: | Nützel |

|                                   |           |             |
| Holoch 57’ Renner 65’ Schroff 85’ | Marcatori | 11’ Beichle |

| Arbitro: | Scheffner |

|                              |           |            |
| Ruhs 16’ Laube 31’ Hodel 41’ | Marcatori | 71’ Kelsch |

| Stoccarda 8 novembre 1975 14ª giornata | Kickers Stoccarda | 0 – 0 referto | FSV Francoforte | Kickers-Stadion (5 000 spett.)\| Arbitro: \| Engel \| |
| Arbitro:                               | Engel             |               |                 |                                                       |

| Arbitro: | Ferro |

|                                                         |           |  |
| Keller 61’, 68’ Schuberth 64’ Haunstein 72’ Hartwig 89’ | Marcatori |  |

| Arbitro: | Eichhorn |

|              |           |              |
| Dollmann 36’ | Marcatori | 21’ Hoffmann |

| Arbitro: | Luca |

|            |           |                       |
| Köstler 7’ | Marcatori | 68’ (aut.) Schwickert |

| Arbitro: | Luca |

|  |           |                    |
|  | Marcatori | 85’ (rig.) Größler |

| Arbitro: | Wilhelmi |

|                             |           |  |
| Hofmann 28’, 47’ Hilkes 31’ | Marcatori |  |

#### Girone di ritorno
| Arbitro: | Hellwig |

|                 |           |            |
| Holoch 18’, 84’ | Marcatori | 88’ Renner |

| Arbitro: | Föckler |

|                                |           |  |
| Granitza 21’, 41’ Hommrich 76’ | Marcatori |  |

| Arbitro: | Klauser |

|  |           |          |
|  | Marcatori | 82’ Lenz |

| Arbitro: | Ross |

|                        |           |                  |
| Sebert 20’, 57’ (rig.) | Marcatori | 47’ (aut.) Pradt |

| Arbitro: | Walther |

|                                                                    |           |  |
| Hoffmann 22’, 43’ Potschak 28’ Metz 37’ (aut.) Haug 52’ Renner 54’ | Marcatori |  |

| Arbitro: | Wohlfarth |

|                          |           |              |
| Aumeier 24’ Emmerich 37’ | Marcatori | 75’ Hoffmann |

| Arbitro: | Biwersi |

|                                     |           |  |
| Haug 43’ Hoffmann 49’ Schindler 83’ | Marcatori |  |

| Arbitro: | Luca |

|  |           |              |
|  | Marcatori | 62’ Potschak |

| Arbitro: | Dreher |

|             |           |                   |
| Schroff 64’ | Marcatori | 31’ (aut.) Renner |

| Arbitro: | Frickel |

|                                                               |           |  |
| Hoeneß 13’ Weidmann 14’ Müller 43’ Dietterle 76’ Ohlicher 85’ | Marcatori |  |

| Arbitro: | Dreher |

|                   |           |  |
| Hoffmann 32’, 79’ | Marcatori |  |

| Arbitro: | Engel |

|               |           |  |
| Weinkauff 66’ | Marcatori |  |

| Arbitro: | Schmoock |

|                              |           |  |
| Hoffmann 40’ (rig.) Redl 74’ | Marcatori |  |

| Arbitro: | Ermer |

|                  |           |             |
| Metzler 59’, 87’ | Marcatori | 78’ Schroff |

| Arbitro: | Röder |

|                                         |           |             |
| Redl 41’ Roth 51’ Haug 67’ Hoffmann 73’ | Marcatori | 24’ Starzak |

| Arbitro: | Ferro |

|                                               |           |  |
| Hoffmann 71’ Obermeier 72’, 79’ Vöhringer 78’ | Marcatori |  |

| Arbitro: | Langhans |

|                                                  |           |                     |
| Kelsch 16’ Holoch 78’ Roth 81’ Haug 88’ Redl 89’ | Marcatori | 12’ Ritz 66’ Nickel |

| Arbitro: | Hellwig |

|                               |           |                         |
| Heidenreich 34’, 68’ Horn 39’ | Marcatori | 60’ Potschak 72’ Holoch |

| Arbitro: | Clajus |

|            |           |                                          |
| Kelsch 57’ | Marcatori | 1’ Hofmann 52’, 68’ Heinlein 81’ Heubeck |

### Coppa di Germania
| Arbitro: | Eichhorn |

|                 |           |          |
| Haug 45’ (rig.) | Marcatori | 78’ Witt |

| Arbitro: | Leyding |

|             |           |                           |
| Mahlich 25’ | Marcatori | 31’ Schroff 42’ Cegielski |

| Arbitro: | Ermer |

|  |           |                                                        |
|  | Marcatori | 7’ Haug 41’ Müller 43’ Kelsch 76’ Schroff 88’ Potschak |

| Arbitro: | Walesch |

|              |           |                             |
| Hoffmann 78’ | Marcatori | 53’ Sidka 60’, 79’ Kostedde |

## Statistiche

### Statistiche di squadra
| Competizione      | Punti | In casa | In casa | In casa | In casa | In casa | In casa | In trasferta | In trasferta | In trasferta | In trasferta | In trasferta | In trasferta | Totale | Totale | Totale | Totale | Totale | Totale | DR  |
| Competizione      | Punti | G       | V       | N       | P       | Gf      | Gs      | G            | V            | N            | P            | Gf           | Gs           | G      | V      | N      | P      | Gf     | Gs     | DR  |
| ----------------- | ----- | ------- | ------- | ------- | ------- | ------- | ------- | ------------ | ------------ | ------------ | ------------ | ------------ | ------------ | ------ | ------ | ------ | ------ | ------ | ------ | --- |
| 2. Bundesliga     | 32    | 19      | 11      | 4       | 4       | 44      | 21      | 19           | 2            | 2            | 15           | 13           | 49           | 38     | 13     | 6      | 19     | 57     | 70     | -13 |
| Coppa di Germania | -     | 2       | 0       | 1       | 1       | 2       | 4       | 2            | 2            | 0            | 0            | 7            | 1            | 4      | 2      | 1      | 1      | 9      | 5      | +4  |
| Totale            | 32    | 21      | 11      | 5       | 5       | 46      | 25      | 21           | 4            | 2            | 15           | 20           | 50           | 42     | 15     | 7      | 20     | 66     | 75     | -9  |

### Andamento in campionato
| Giornata  | 1 | 2  | 3  | 4 | 5  | 6 | 7  | 8  | 9  | 10 | 11 | 12 | 13 | 14 | 15 | 16 | 17 | 18 | 19 | 20 | 21 | 22 | 23 | 24 | 25 | 26 | 27 | 28 | 29 | 30 | 31 | 32 | 33 | 34 | 35 | 36 | 37 | 38 |
| --------- | - | -- | -- | - | -- | - | -- | -- | -- | -- | -- | -- | -- | -- | -- | -- | -- | -- | -- | -- | -- | -- | -- | -- | -- | -- | -- | -- | -- | -- | -- | -- | -- | -- | -- | -- | -- | -- |
| Luogo     | T | C  | T  | C | T  | C | T  | C  | T  | C  | T  | C  | T  | C  | T  | C  | T  | C  | T  | C  | T  | C  | T  | C  | T  | C  | T  | C  | T  | C  | T  | C  | T  | C  | T  | C  | T  | C  |
| Risultato | V | P  | N  | V | P  | V | P  | N  | P  | V  | P  | V  | P  | N  | P  | N  | N  | P  | P  | V  | P  | P  | P  | V  | P  | V  | V  | N  | P  | V  | P  | V  | P  | V  | P  | V  | P  | P  |
| Posizione | 4 | 10 | 10 | 6 | 11 | 8 | 11 | 11 | 15 | 13 | 14 | 11 | 14 | 13 | 15 | 15 | 15 | 15 | 14 | 14 | 15 | 16 | 16 | 14 | 16 | 14 | 14 | 14 | 14 | 13 | 14 | 13 | 14 | 13 | 15 | 14 | 15 | 16 |

Legenda:

Luogo: C = Casa; T = Trasferta. Risultato: V = Vittoria; N = Pareggio; P = Sconfitta.

### Statistiche dei giocatori
| Giocatore       | 2. Bundesliga | 2. Bundesliga | 2. Bundesliga | 2. Bundesliga | Coppa di Germania | Coppa di Germania | Coppa di Germania | Coppa di Germania | Totale   | Totale | Totale      | Totale     |
| Giocatore       | Presenze      | Reti          | Ammonizioni   | Espulsioni    | Presenze          | Reti              | Ammonizioni       | Espulsioni        | Presenze | Reti   | Ammonizioni | Espulsioni |
| --------------- | ------------- | ------------- | ------------- | ------------- | ----------------- | ----------------- | ----------------- | ----------------- | -------- | ------ | ----------- | ---------- |
| W. Cegielski    | 5             | 0             | 2             | 0             | 2                 | 1                 | 0                 | 0                 | 7        | 1      | 2           | 0          |
| D. Dollmann     | 38            | 1             | 2             | 0             | 4                 | 0                 | 0                 | 0                 | 42       | 1      | 2           | 0          |
| R. Gerstenlauer | 21            | 0             | 0             | 0             | 3                 | 0                 | 0                 | 0                 | 24       | 0      | 0           | 0          |
| H. Haug         | 35            | 9             | 3             | 0             | 4                 | 2                 | 1                 | 0                 | 39       | 11     | 4           | 0          |
| B. Hoffmann     | 19            | 8             | 1             | 0             | 1                 | 1                 | 0                 | 0                 | 20       | 9      | 1           | 0          |
| W. Holoch       | 34            | 9             | 6             | 0             | 3                 | 0                 | 0                 | 0                 | 37       | 9      | 6           | 0          |
| J. Kanzleiter   | 17            | 0             | 0             | 0             | 2                 | 0                 | 0                 | 0                 | 19       | 0      | 0           | 0          |
| W. Kelsch       | 33            | 3             | 2             | 0             | 3                 | 1                 | 1                 | 0                 | 36       | 4      | 3           | 0          |
| E. Müller       | 22            | 1             | 0             | 0             | 4                 | 1                 | 0                 | 0                 | 26       | 2      | 0           | 0          |
| W. Neuhäuser    | 8             | 0             | 0             | 0             | 0                 | 0                 | 0                 | 0                 | 8        | 0      | 0           | 0          |
| R. Potschak     | 16            | 3             | 0             | 0             | 2                 | 1                 | 0                 | 0                 | 18       | 4      | 0           | 0          |
| D. Rebsch       | 1             | 0             | 0             | 0             | 0                 | 0                 | 0                 | 0                 | 1        | 0      | 0           | 0          |
| R. Redl         | 25            | 3             | 1             | 0             | 2                 | 0                 | 0                 | 0                 | 27       | 3      | 1           | 0          |
| D. Renner       | 35            | 4             | 3             | 0             | 4                 | 0                 | 0                 | 0                 | 39       | 4      | 3           | 0          |
| W. Roth         | 37            | 3             | 1             | 0             | 3                 | 0                 | 0                 | 0                 | 40       | 3      | 1           | 0          |
| H. Schairer     | 28            | 0             | 3             | 0             | 3                 | 0                 | 1                 | 0                 | 31       | 0      | 4           | 0          |
| A. Schindler    | 37            | 1             | 5             | 0             | 4                 | 0                 | 0                 | 0                 | 41       | 1      | 5           | 0          |
| K. Schroff      | 31            | 9             | 3             | 0             | 4                 | 2                 | 1                 | 0                 | 35       | 11     | 4           | 0          |
| P. Stichler     | 1             | 0             | 1             | 0             | 0                 | 0                 | 0                 | 0                 | 1        | 0      | 1           | 0          |
| F. Toth         | 32            | 0             | 3             | 0             | 3                 | 0                 | 0                 | 0                 | 35       | 0      | 3           | 0          |
| H. Voise        | 1             | 0             | 0             | 0             | 0                 | 0                 | 0                 | 0                 | 1        | 0      | 0           | 0          |